# Карлайл (Англия)

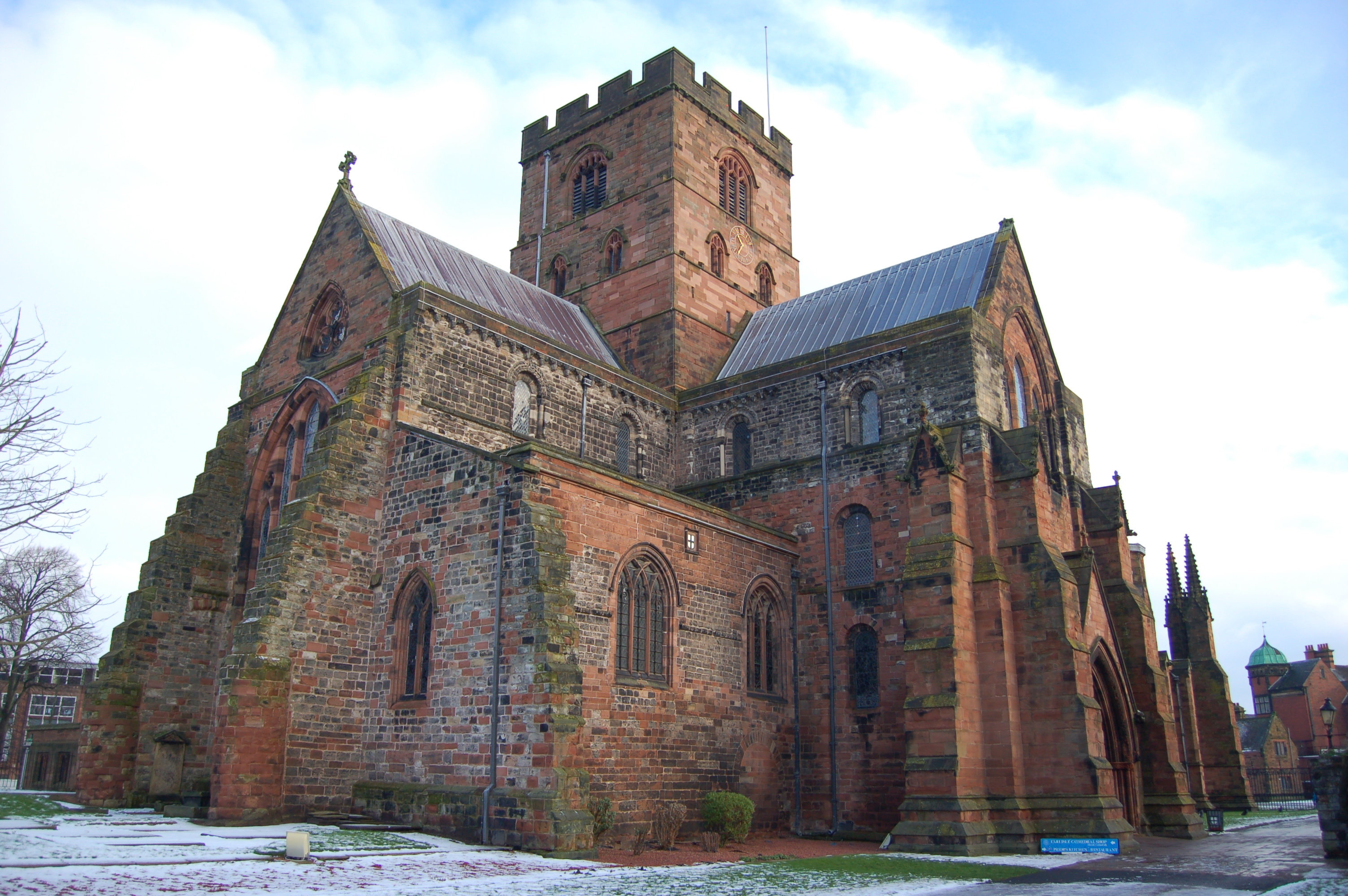
Городской кафедральный собор

Карла́йл (ранее Карлейль, англ. Carlisle) — город на крайнем северо-западе Англии, столица графства Камбрия (Кумберланд, Камберленд). Карлайл находится всего в 16 км от границы с Шотландией. Расположен при слиянии 3 рек: Иден, Колдью и Петтерил.
Карлайл имеет исторический центр, включающий замок, построенный Вильгельмом (Вильямом) Рыжим, музей, собор и оригинально выполненные городские стены.
Рядом с городом расположен аэропорт.

## История
У Карлайла интересная судьба. Одно время он был самым близким к границе с Шотландией английским городом. А иногда — самым близким к границе с Англией шотландским городом. Сейчас Карлайл входит в состав Англии.
Начало Карлайлу положило римское укреплённое поселение Лугувалл (англ. Luguvalium). Это название сокращено саксами в Luel, к которому приставлено Caer (город); отсюда и произошло современное название. В IX в город был разрушен датчанами и восстановлен Вильгельмом Рыжим.

## Современность
Карлайл — индустриальный город с XIX и начала XX века. Этот город специализируется на текстильной и пищевой промышленности.

## Проклятие Карлайла
Карлайл приобрёл известность в связи с т. н. «проклятием Карлайла». Впервые это проклятие прочитал архиепископ Глазго в 1525 году. В то время граница Англии и Шотландии, проходившая в районе Карлайла, была зоной, где ни одна из этих стран не могла обеспечить порядок. Посетивший эту местность тогдашний Папа Римский назвал её «самым беззаконным местом на земле». Когда Папа отбыл, архиепископ Gavin Dunbar проклял всех местных разбойников, промышлявших кражей скота, насилием и грабежами.
В ходе подготовки к празднованию Милленниума муниципальный совет решил установить в городе камень со старинным проклятием в адрес злодеев. Дизайн памятника выполнил художник Andy Altman. Проклятие на староанглийском языке длиной в 1069 слов высечено в гранитном монолите, который весит 14 тонн. В 2001 году камень установили в одном из музеев Карлайла. (По другим источникам, надпись была выгравирована в том же XVI веке, а в 2001 году камень с окраины Карлайла перевезли в центр города и сделали центральным экспонатом музейной «Выставки тысячелетия»)
В марте 2005 года Джим Тутл, член городского совета от либеральных демократов внёс предложение убрать камень из города или совсем ликвидировать. Основанием послужило мнение местных жителей, что этот камень навлек на их город множество несчастий: после установки камня Карлайл пострадал от эпидемии ящура, его жители гибли в наводнениях и массово теряли работу, и даже местная футбольная команда пришла в упадок. Грэхам Доу, протестантский епископ Карлайлский, поддержал мнение местных жителей.
Решением собрания городского совета 8 марта 2005 года это предложение было отклонено.

## Уроженцы
- Брэгг, Мелвин
- Кэмпбелл, Беатрис
- Фиггис, Майк
- Холт, Грант
- Дэвид Хилл